# Boletopsis
Boletopsis là một chi nấm mycorrhizal trong họ Bankeraceae. Chi này được được định nghĩa bởi nhà nghiên cứu nấm Thụy Sĩ Victor Fayod năm 1889, với Boletopsis leucomelaena là loài điển hình.

## Các loài
- Boletopsis atrata Ryvarden 1982 – Thailand[2]
- Boletopsis grisea (Peck) Bondartsev & Singer 1941
- Boletopsis leucomelaena – Europe (Pers.) Fayod 1889
- Boletopsis nothofagi J.A.Cooper & P.Leonard 2012 – New Zealand[3]
- Boletopsis perplexa Watling & J.Milne 2006 – Scotland[4]
- Boletopsis singaporensis Pat. & C.F.Baker 1918 – Singapore[5]
- Boletopsis smithii K.A.Harrison 1975 – United States[6]
- Boletopsis staudtii Henn. 1898
- Boletopsis subsquamosa (L.) Kotl. & Pouzar 1957